# Sidi Ferruch (1937)
Sidi Ferruch (Q181) – francuski oceaniczny okręt podwodny z okresu międzywojennego i II wojny światowej, jedna z 31 jednostek typu Redoutable. Okręt został zwodowany 9 lipca 1937 roku w stoczni Arsenal de Cherbourg w Cherbourgu, a w skład Marine nationale wszedł 1 stycznia 1939 roku. Podczas wojny jednostka pełniła służbę na Atlantyku, a od zawarcia zawieszenia broni między Francją a Niemcami znajdowała się pod kontrolą rządu Vichy. 11 listopada 1942 roku okręt został zatopiony wraz z całą załogą u wybrzeży Maroka przez samoloty z amerykańskiego lotniskowca eskortowego USS „Suwannee” (CVE-27).

## Projekt i budowa
„Sidi Ferruch” zamówiony został w ramach programu rozbudowy floty francuskiej z 1930 roku. Projekt (o sygnaturze M6 ) był ulepszeniem pierwszych powojennych francuskich oceanicznych okrętów podwodnych – typu Requin. Poprawie uległa krytykowana w poprzednim typie zbyt mała prędkość osiągana na powierzchni oraz manewrowość. Okręty typu Redoutable miały duży zasięg i silne uzbrojenie; wadą była ciasnota wnętrza, która powodowała trudności w dostępie do zapasów prowiantu i amunicji. Konstruktorem okrętów był inż. Jean-Jacques Roquebert. „Sidi Ferruch” należał do 3. serii jednostek, które otrzymały silniki Diesla o większej mocy, dzięki czemu osiągały one na powierzchni prędkość 20 węzłów .
„Sidi Ferruch” zbudowany został w stoczni Arsenal de Cherbourg w Cherbourgu (numer stoczniowy Q60) . Stępkę okrętu położono 30 stycznia 1932 roku , a zwodowany został 9 lipca 1937 roku.

## Dane taktyczno–techniczne
„Sidi Ferruch” był dużym, oceanicznym okrętem podwodnym o konstrukcji dwukadłubowej. Długość całkowita wynosiła 92,3 metra (92 metry między pionami), szerokość 8,2 metra i zanurzenie 4,7 metra. Wyporność standardowa w położeniu nawodnym wynosiła 1384 tony (normalna 1570 ton), a w zanurzeniu 2084 tony. Okręt napędzany był na powierzchni przez dwa silniki wysokoprężne Sulzer o łącznej mocy 8000 KM. Napęd podwodny zapewniały dwa silniki elektryczne o łącznej mocy 2000 KM. Dwuśrubowy układ napędowy pozwalał osiągnąć prędkość 20 węzłów na powierzchni i 10 węzłów w zanurzeniu . Zasięg wynosił 10 000 Mm przy prędkości 10 węzłów w położeniu nawodnym (lub 4000 Mm przy prędkości 17 węzłów) oraz 100 Mm przy prędkości 5 węzłów w zanurzeniu. Zbiorniki paliwa mieściły 95 ton oleju napędowego . Dopuszczalna głębokość zanurzenia wynosiła 80 metrów, a czas zanurzenia 45-50 sekund. Autonomiczność okrętu wynosiła 30 dób .
Okręt wyposażony był w siedem wyrzutni torped kalibru 550 mm: cztery na dziobie i jeden potrójny zewnętrzny aparat torpedowy. Prócz tego za kioskiem znajdował się jeden podwójny dwukalibrowy (550 lub 400 mm) aparat torpedowy . Na pokładzie było miejsce na 13 torped, w tym 11 kalibru 550 mm i dwie kalibru 400 mm . Uzbrojenie artyleryjskie stanowiło działo pokładowe kalibru 100 mm M1925 L/45 oraz zdwojone stanowisko wielkokalibrowych karabinów maszynowych Hotchkiss kalibru 13,2 mm L/76 . Jednostka wyposażona też była w hydrofony .
Załoga okrętu składała się z 4 oficerów oraz 57 podoficerów i marynarzy.

## Służba
„Sidi Ferruch” wszedł do służby w Marine nationale 1 stycznia 1939 roku . Jednostka otrzymała numer burtowy Q181 . W momencie wybuchu II wojny światowej okręt pełnił służbę na Atlantyku, wchodząc w skład 8. dywizjonu 4. eskadry okrętów podwodnych w Breście (wraz z siostrzanymi okrętami „Agosta”, „Ouessant” i „Bévéziers”) . Dowódcą okrętu był w tym okresie kpt. mar. Y.M.E. Lostie de Kerhor de Saint-Hippolyte, a jednostka przechodziła remont, który zakończył się 13 września 1939 roku . Tego dnia okręt przepłynął z Brestu do Cherbourga, eskortowany przez niszczyciel „Sirocco” . 5 października „Sidi Ferruch” wraz z „Bévéziers” udały się na Martynikę, gdzie dotarły 27 października . 7 listopada okręt przybył na Trynidad, skąd nazajutrz wyszedł na patrol w rejon Karaibów. Trwał on do 11 listopada, kiedy „Sidi Ferruch” powrócił do Port-of-Spain . 13 listopada jednostka wyszła z bazy na kolejny patrol, z którego wróciła po trzech dniach spędzonych w morzu (16 listopada)  . Następnego dnia „Sidi Ferruch” opuścił Port-of-Spain i udał się na Martynikę . 28 lutego 1940 roku „Sidi Ferruch” oraz „Bévéziers” opuściły Antyle i dotarły w połowie marca do Halifaxu w celu eskortowania sojuszniczych konwojów (dołączając do siostrzanych okrętów „Archimède” i „Ajax”, które przybyły z Brestu) . 13 marca w rejonie Halifaxu okręt podwodny miał problemy z przedostaniem się przez zator lodowy, w czym pomógł mu detaszowany z eskorty konwoju HX-27 kanadyjski niszczyciel HMCS „Restigouche” . Pomiędzy 22 marca a 2 kwietnia „Sidi Ferruch” wraz z brytyjskim krążownikiem pomocniczym HMS „Ausonia” eskortował w centralnej części Atlantyku konwój HX-29, który 4 kwietnia dopłynął do Liverpoolu .
W czerwcu 1940 roku „Sidi Ferruch” nadal wchodził w skład 8. dywizjonu 4. eskadry okrętów podwodnych, a jego dowódcą był kpt. mar. Y.M.E. Lostie de Kerhor de Saint-Hippolyte . Po zawarciu zawieszenia broni między Francją a Niemcami okręt znalazł się pod kontrolą rządu Vichy. Od 10 do 25 sierpnia okręt stacjonował w Duali, a w związku z zagrożeniem Gabonu przed zajęciem przez Brytyjczyków i Wolnych Francuzów został 30 sierpnia przesunięty do Libreville  . Podczas operacji Menace 25 września „Sidi Ferruch” wypłynął z Konakry w celu zaatakowania alianckiej floty inwazyjnej, jednak został zmuszony do zanurzenia w odległości 10 Mm od brytyjskich jednostek przez samoloty z lotniskowca HMS „Ark Royal” .
W listopadzie 1940 roku „Sidi Ferruch” wraz z bliźniaczym okrętem „Sfax” stacjonował w Casablance . W dniach 8-14 kwietnia 1941 roku jednostka – wraz z wieloma innymi francuskimi okrętami stacjonującymi w Dakarze – wzięła udział w poszukiwaniach francuskiego parowca „Fort de France” (4279 BRT), który podczas rejsu z Martyniki do Dakaru został przechwycony przez brytyjski krążownik pomocniczy HMS „Bulolo” i po obsadzeniu załogą pryzową skierowany w kierunku Gibraltaru . Statek został odnaleziony 12 kwietnia przez krążownik „Primauguet” i niszczyciel „Albatros”, po czym doprowadzony do Casablanki .
W listopadzie 1942 roku, kiedy doszło do lądowania aliantów w Afryce Północnej, „Sidi Ferruch” stacjonował w Casablance. Rankiem 8 listopada okręt otrzymał rozkaz zaatakowania jednostek inwazyjnych i w zanurzeniu opuścił port. 11 listopada jednostka została zatopiona na pozycji 33°35′N 7°50′W/33,583333 -7,833333 przez samoloty z amerykańskiego lotniskowca eskortowego USS „Suwannee” (CVE-27) . Zginęła cała, licząca maksymalnie 69 osób załoga, wraz z dowódcą kpt. mar. Paulem Davidem Robertem .